# Morti il 13 dicembre
| Questa pagina contiene informazioni ricavate automaticamente dalle voci biografiche con l'ausilio del template Bio e di un bot. L'aggiornamento è periodico e automatico e ricostruisce completamente la pagina. Se manca una persona in questa lista, sei pregato di non aggiungerla, ma accertati piuttosto che la sua voce biografica contenga il template Bio e che i dati anagrafici siano correttamente compilati. Se il template Bio manca, inseriscilo tu stesso o, in alternativa, metti l'avviso {{tmp\|Bio}} che ne segnala la mancanza. Se i dati riportati sono sbagliati, correggi direttamente la voce biografica; le modifiche saranno visibili in questa lista entro pochi giorni. Per chiarimenti vedi il progetto biografie. La lista contiene solo le 551 persone che sono citate nell'enciclopedia e per le quali è stato implementato correttamente il template Bio. Pagina aggiornata al 13 ago 2025. |

## II secolo(1)
- 115 - Marco Pedone Vergiliano, senatore romano

## IV secolo(1)
- 304 - Santa Lucia, santa romana (n. 283)

## VI secolo(1)
- 552 - Columba di Terryglass, abate irlandese

## VII secolo(1)
- 669 - Giudoco, religioso francese

## VIII secolo(1)
- 744 - Stabile di Milano, arcivescovo italiano

## IX secolo(2)
- 838 - Pipino I di Aquitania, re (n. 797)
- 859 - Angilberto II, arcivescovo franco

## X secolo(1)
- 902 - Aethelwald, condottiero inglese

## XI secolo(3)
- 1048 - Al-Biruni, matematico, filosofo e scienziato persiano (n. 973)
- 1067 - Riccardo d'Évreux, nobile normanno
- 1087 - Maria Dobroniega di Kiev, nobile ucraina

## XII secolo(2)
- 1124 - Papa Callisto II, papa e arcivescovo cattolico francese
- 1126 - Enrico IX di Baviera, nobile tedesco (n. 1075)

## XIII secolo(4)
- 1213 - Guglielmo di Winchester, nobile (n. 1184)
- 1250 - Federico II di Svevia, sovrano (n. 1194)
- 1273 - Bertoldo di Ratisbona, predicatore tedesco
- 1277 - Giovanni di Brunswick-Lüneburg, duca (n. 1242)

## XIV secolo(4)
- 1310 - Thomas Jorz, teologo e cardinale inglese
- 1315 - Gastone I di Foix-Béarn, condottiero francese
- 1393 - Guglielmo II di Jülich, duca (n. 1333)
- 1398 - Jean de Rochechouart, cardinale e arcivescovo cattolico francese

## XV secolo(7)
- 1404 - Alberto I di Baviera, nobile (n. 1336)
- 1408 - Elisabetta del Palatinato, nobile tedesca (n. 1381)
- 1430 - Laureta Fusconi, religiosa italiana
- 1463 - Bartolomeo Vitelleschi, cardinale italiano
- 1464 - Pietro di Foix, arcivescovo cattolico, cardinale e religioso francese (n. 1386)
- 1465 - Agnese del Maino, nobile italiana
- 1466 - Donatello, scultore, pittore e architetto italiano (n. 1386)

## XVI secolo(20)
- 1516 - Giovanni Tritemio, esoterista, storico e scrittore tedesco (n. 1462)
- 1521 - Manuele I del Portogallo, re portoghese (n. 1469)
- 1525 - Giannozzo Pandolfini, vescovo cattolico italiano
- 1528 - Casimiro II di Teschen, duca (n. 1448)
- 1532 - Shlomo Molcho, rabbino e mistico portoghese (n. 1500)
- 1534 - Paolo di Middelburg, medico e vescovo cattolico belga (n. 1445)
- 1535 - Giovanni Paolo I Sforza, condottiero italiano (n. 1497)
- 1535 - Antonio Manrique de Lara, militare spagnolo
- 1550 - Caterina Anguissola, nobile italiana
- 1552 - Ippolito da Correggio, nobile e militare italiano (n. 1510)
- 1557 - Niccolò Tartaglia, matematico italiano (n. 1499)
- 1558 - Lemucaguin, militare nativo americano
- 1562 - Giovanni Marinoni, presbitero italiano (n. 1490)
- 1565 - Conrad Gessner, naturalista, teologo e bibliografo svizzero (n. 1516)
- 1568 - Giulio Cesare Pallavicino, militare e politico italiano
- 1585 - Luigi Groto, letterato e drammaturgo italiano (n. 1541)
- 1592 - Philippe de Lénoncourt, cardinale e vescovo cattolico francese (n. 1527)
- 1592 - Filippo I d'Este, nobile italiano (n. 1537)
- 1599 - Enrico Caetani, cardinale e patriarca cattolico italiano (n. 1550)
- 1600 - Ercole Bevilacqua, militare italiano (n. 1554)

## XVII secolo(16)
- 1602 - Vittoria Farnese, nobile italiana (n. 1521)
- 1621 - Caterina Stenbock, regina svedese (n. 1535)
- 1638 - Caterina Vasa, principessa svedese (n. 1584)
- 1641 - Giovanna Francesca Frémiot de Chantal, religiosa francese (n. 1572)
- 1653 - Giovanni Battista Rinuccini, arcivescovo cattolico e diplomatico italiano (n. 1592)
- 1671 - Antonio Grassi, presbitero italiano (n. 1592)
- 1673 - Pedro Nuño Colón de Portugal, nobile, politico e militare spagnolo (n. 1618)
- 1677 - Thomas Howard, V duca di Norfolk, nobile inglese (n. 1627)
- 1682 - Aegidius Strauch II, teologo e matematico tedesco (n. 1632)
- 1683 - Anna Sofia d'Assia-Darmstadt, religiosa tedesca (n. 1638)
- 1689 - Giacomo Cotta, pittore, incisore e presbitero italiano (n. 1627)
- 1693 - Dosoftei, monaco cristiano e letterato romeno (n. 1624)
- 1693 - Willem van de Velde il Vecchio, pittore olandese
- 1696 - Georg Matthäus Vischer, incisore e cartografo austriaco (n. 1628)
- 1698 - Zbigniew Morsztyn, poeta, scrittore e traduttore polacco (n. 1628)
- 1700 - Fatma Emetullah Sultan, principessa ottomana

## XVIII secolo(25)
- 1705 - Plautilla Bricci, architetta e pittrice italiana (n. 1616)
- 1709 - Prudenza Gabrielli Capizucchi, scrittrice e nobildonna italiana (n. 1654)
- 1716 - Charles de La Fosse, pittore francese (n. 1636)
- 1723 - Alexander Selkirk, corsaro britannico (n. 1676)
- 1728 - Filippo Alfonso Gonzaga, nobile italiano (n. 1700)
- 1728 - Giuseppe Zambeccari, anatomista italiano (n. 1655)
- 1729 - Anthony Collins, filosofo inglese (n. 1676)
- 1732 - Francesco Trevisan, vescovo cattolico italiano (n. 1658)
- 1740 - Benedetto Erba Odescalchi, cardinale italiano (n. 1679)
- 1743 - Giuseppe Torretti, scultore e intagliatore italiano (n. 1664)
- 1744 - Madame de Ventadour, nobile francese (n. 1654)
- 1745 - Giovanni Verocai, compositore e violinista italiano
- 1748 - Agostino Ariani, matematico italiano (n. 1672)
- 1754 - Mahmud I, sultano ottomano (n. 1696)
- 1763 - Giuseppe Maria Buonaparte, nobile e politico italiano (n. 1713)
- 1768 - Étienne Noël Damilaville, filosofo e enciclopedista francese (n. 1723)
- 1769 - Pierre-Antoine Baudouin, pittore e disegnatore francese (n. 1723)
- 1769 - Christian Fürchtegott Gellert, poeta, scrittore e filosofo tedesco (n. 1715)
- 1773 - Girolamo Birago, scrittore, commediografo e poeta italiano (n. 1691)
- 1774 - Guillaume du Tillot, politico francese (n. 1711)
- 1782 - Giovanni Antonio Galli, chirurgo italiano (n. 1708)
- 1784 - Samuel Johnson, critico letterario, poeta e saggista britannico (n. 1709)
- 1787 - Robert Dundas il Giovane, giurista scozzese (n. 1713)
- 1790 - Pierluigi Galletti, vescovo cattolico e archeologo italiano (n. 1722)
- 1797 - Louis Legendre, politico francese (n. 1752)

## XIX secolo(64)
- 1801 - Muzio Gallo, cardinale e vescovo cattolico italiano (n. 1721)
- 1808 - Saverio Bettinelli, gesuita, scrittore e critico letterario italiano (n. 1718)
- 1808 - Gaspare Capparoni, scultore e incisore italiano (n. 1761)
- 1812 - Marianna Martines, cantante, pianista e compositrice austriaca (n. 1744)
- 1813 - Raffaele Mormile, arcivescovo cattolico italiano (n. 1744)
- 1814 - Jean-Baptiste Broussier, generale francese (n. 1766)
- 1814 - Charles Joseph de Ligne, militare, scrittore e commediografo belga (n. 1735)
- 1817 - Pál Kitaibel, botanico, chimico e medico ungherese (n. 1757)
- 1819 - Giuseppe Gorani, avventuriero, scrittore e diplomatico italiano (n. 1740)
- 1820 - Ferenc Széchényi, nobile e politico ungherese (n. 1754)
- 1820 - Margherita Sparapani Gentili Boccapadule, nobildonna e viaggiatrice italiana (n. 1735)
- 1822 - Tommaso Conca, pittore italiano (n. 1734)
- 1823 - Michel Dieulafoy, librettista e drammaturgo francese (n. 1762)
- 1823 - Antonio Nariño, politico colombiano (n. 1765)
- 1823 - Tapping Reeve, giurista e insegnante statunitense (n. 1744)
- 1826 - Louise d'Aumont, nobile francese (n. 1759)
- 1827 - Fabrizio Ruffo, cardinale, politico e generale italiano (n. 1744)
- 1828 - Manuel Dorrego, militare e politico argentino (n. 1787)
- 1830 - Antonio Gonzales, organista e compositore italiano (n. 1764)
- 1834 - Sunjo di Joseon, re coreano (n. 1790)
- 1838 - Giuseppangelo de Fazio, vescovo cattolico italiano (n. 1801)
- 1840 - Giuseppe Amorelli, vescovo cattolico italiano (n. 1781)
- 1840 - Louis-Charles de la Bourdonnais, scacchista francese (n. 1797)
- 1845 - Luigi Tosi, vescovo cattolico italiano (n. 1763)
- 1846 - Pasquale Galluppi, filosofo italiano (n. 1770)
- 1848 - Giacomo Mazzini, medico e politico italiano (n. 1767)
- 1848 - Gabriel Pierre Patrice Rambourgt, militare francese (n. 1773)
- 1849 - Johann Centurius Hoffmannsegg, botanico, entomologo e ornitologo tedesco (n. 1766)
- 1852 - Frances Wright, scrittrice scozzese (n. 1795)
- 1854 - Andreas Buchner, storico tedesco (n. 1776)
- 1856 - Agesilao Milano, militare italiano (n. 1830)
- 1858 - Carl Ludwig Philipp Zeyher, botanico e entomologo danese (n. 1799)
- 1862 - Thomas R. R. Cobb, politico e generale statunitense (n. 1823)
- 1863 - Charles Christofle, orafo e imprenditore francese (n. 1805)
- 1863 - Friedrich Hebbel, poeta e drammaturgo tedesco (n. 1813)
- 1864 - Pietro Boyl di Putifigari, politico italiano (n. 1804)
- 1865 - William Augustus Barstow, politico e banchiere statunitense (n. 1813)
- 1865 - Peter Krukenberg, patologo tedesco (n. 1787)
- 1867 - Artur Grottger, pittore e grafico polacco (n. 1837)
- 1867 - Luigi Lechi, letterato e politico italiano (n. 1786)
- 1868 - Cesare Fracassini, pittore italiano (n. 1838)
- 1868 - Carl Friedrich Philipp von Martius, botanico, zoologo e antropologo tedesco (n. 1794)
- 1869 - Nicolaus von Weis, vescovo cattolico tedesco (n. 1796)
- 1870 - William Chauvenet, astronomo e matematico statunitense (n. 1820)
- 1873 - Amalia De Angelis, pittrice italiana (n. 1824)
- 1875 - Georg Friedrich Daumer, filosofo tedesco (n. 1800)
- 1876 - Carlo Guasco, tenore italiano (n. 1813)
- 1877 - Ernest de Royer, politico e magistrato francese (n. 1808)
- 1881 - August Šenoa, scrittore croato (n. 1838)
- 1883 - Pierre Alfred Déséglise, botanico francese (n. 1823)
- 1884 - Lars Anton Anjou, teologo svedese (n. 1803)
- 1891 - Jean Servais Stas, chimico belga (n. 1813)
- 1893 - Augusto Duchoqué-Lambardi, politico italiano (n. 1813)
- 1894 - Francesco Denza, religioso, meteorologo e astronomo italiano (n. 1834)
- 1894 - Friedrich Adalbert Maximilian Kuhn, botanico tedesco (n. 1842)
- 1894 - Juan León Mera, scrittore, politico e pittore ecuadoriano (n. 1832)
- 1894 - Sarah Parker Remond, attivista e medico statunitense (n. 1826)
- 1894 - John Xantus de Vesey, etnologo, naturalista e zoologo ungherese (n. 1825)
- 1895 - Pietro Coccoluto Ferrigni, scrittore, avvocato e patriota italiano (n. 1836)
- 1896 - Wilhelm Joseph von Wasielewski, violinista e critico musicale tedesco (n. 1822)
- 1897 - Francesco Brioschi, matematico e politico italiano (n. 1824)
- 1897 - Vincenzo Mellini Ponce de León, storico e ingegnere italiano (n. 1819)
- 1899 - Barbara Melzi, religiosa italiana (n. 1825)
- 1900 - Gabriele Carelli, pittore italiano (n. 1820)

## XX secolo(258)
- 1902 - Bartholomew Woodlock, vescovo cattolico e filosofo irlandese (n. 1819)
- 1904 - Augustin Avrial, politico francese (n. 1840)
- 1904 - Nikolaj Sklifosovskij, chirurgo e fisiologo russo (n. 1836)
- 1908 - Charles Landelle, pittore francese (n. 1821)
- 1908 - Augustus Le Plongeon, fotografo e archeologo britannico (n. 1825)
- 1908 - Ugo Pesci, giornalista italiano (n. 1846)
- 1911 - Giggi Zanazzo, poeta, commediografo e antropologo italiano (n. 1860)
- 1912 - Vital Aza, commediografo e giornalista spagnolo (n. 1851)
- 1912 - Antonio Ermolao Paoletti, pittore italiano (n. 1834)
- 1912 - Franz Simandl, contrabbassista e pedagogista ceco (n. 1840)
- 1913 - Giuseppe Airoldi, enigmista e giornalista italiano (n. 1861)
- 1913 - Giuseppe Cognata, politico italiano (n. 1823)
- 1915 - David Boyle, VII conte di Glasgow, ufficiale e politico scozzese (n. 1833)
- 1915 - Lorenzo Passerini, patriarca cattolico italiano (n. 1837)
- 1916 - Guido Bolognini, calciatore italiano
- 1916 - Erulo Eroli, pittore italiano (n. 1854)
- 1916 - Antonin Mercié, scultore e pittore francese (n. 1845)
- 1917 - Isacco Arcangeli, militare e farmacista italiano (n. 1838)
- 1917 - Guido Corsi, militare italiano (n. 1887)
- 1918 - André Corvington, schermidore haitiano (n. 1877)
- 1918 - Nikolaj Nikolaevič Figner, tenore russo (n. 1857)
- 1918 - Emory Speer, giudice e politico statunitense (n. 1848)
- 1919 - Alfonso Canzio, sindacalista italiano (n. 1872)
- 1920 - Alexander Muirhead, ingegnere inglese (n. 1848)
- 1921 - Maria Maddalena Starace, religiosa italiana (n. 1845)
- 1921 - Max Noether, matematico tedesco (n. 1844)
- 1922 - Arthur Wesley Dow, pittore, incisore e fotografo statunitense (n. 1857)
- 1922 - John William Godward, pittore inglese (n. 1861)
- 1923 - Lawrence Sperry, aviatore statunitense (n. 1892)
- 1923 - Théophile Alexandre Steinlen, pittore e incisore svizzero (n. 1859)
- 1925 - Nathan Edwin Brill, medico statunitense (n. 1860)
- 1925 - Vittorio Fiorini, storico italiano (n. 1860)
- 1925 - Antonio Maura, avvocato e politico spagnolo (n. 1853)
- 1925 - Olivia Hedges-White, nobildonna e filantropa irlandese (n. 1850)
- 1926 - Alfred Emmott, I barone Emmott, economista e politico inglese (n. 1858)
- 1926 - Théo van Rysselberghe, pittore belga (n. 1862)
- 1927 - Luigi Fedeli, compositore italiano (n. 1892)
- 1928 - Jacob McGavock Dickinson, politico statunitense (n. 1851)
- 1929 - Philippe Wolfers, orafo, gioielliere e imprenditore belga (n. 1858)
- 1930 - Fritz Pregl, chimico e fisiologo sloveno (n. 1869)
- 1930 - Thomas Sorby, calciatore inglese (n. 1856)
- 1931 - Gustave Le Bon, antropologo, psicologo e sociologo francese (n. 1841)
- 1931 - Enrico Rastelli, giocoliere italiano (n. 1897)
- 1932 - Jack Flett, giocatore di lacrosse canadese (n. 1871)
- 1932 - William Jacob Holland, paleontologo, zoologo e entomologo statunitense (n. 1848)
- 1932 - Ahmed Shawqi, poeta e drammaturgo egiziano (n. 1869)
- 1933 - Raffaele de Notaristefani, nobile e magistrato italiano (n. 1861)
- 1934 - Henri-Paul Nénot, architetto francese (n. 1853)
- 1935 - Jacopo Gelli, militare e scrittore italiano (n. 1858)
- 1935 - Katherine Routledge, archeologa e antropologa britannica (n. 1866)
- 1937 - Pietro Kojunian, arcivescovo cattolico armeno (n. 1857)
- 1937 - Virgílio Maurício, pittore, scrittore e critico d'arte brasiliano (n. 1892)
- 1937 - Sandro Sandri, giornalista e scrittore italiano (n. 1895)
- 1938 - Leandro Verì, carabiniere italiano (n. 1903)
- 1939 - Senatore Borletti, imprenditore e politico italiano (n. 1880)
- 1939 - Antonio Casertano, politico italiano (n. 1863)
- 1940 - Loris Bulgarelli, aviatore e militare italiano (n. 1909)
- 1940 - Manuel de Escandón, giocatore di polo messicano (n. 1857)
- 1940 - František Hojer, calciatore cecoslovacco (n. 1896)
- 1941 - Konrad von Cochenhausen, generale tedesco (n. 1888)
- 1941 - Nicola Daspuro, scrittore, giornalista e librettista italiano (n. 1853)
- 1941 - Giorgio Rodocanacchi, militare e marinaio italiano (n. 1897)
- 1941 - Franco Storelli, militare e marinaio italiano (n. 1918)
- 1941 - Antonino Toscano, ammiraglio italiano (n. 1887)
- 1942 - Adolphe Grisel, velocista, discobolo e lunghista francese (n. 1872)
- 1942 - Włodzimierz Ledóchowski, gesuita polacco (n. 1866)
- 1943 - Domenico Colao, pittore italiano (n. 1881)
- 1943 - Carlo Formichi, orientalista, indologo e filologo italiano (n. 1871)
- 1943 - Ivan Kljun, pittore, scultore e filosofo russo (n. 1873)
- 1943 - Ercole Vincenzo Orsini, partigiano italiano (n. 1901)
- 1944 - Terzo Drusin, partigiano italiano (n. 1913)
- 1944 - Vasilij Vasil'evič Kandinskij, pittore russo (n. 1866)
- 1944 - Ol'ga Aleksandrovna Sanfirova, aviatrice sovietica (n. 1917)
- 1944 - Lupe Vélez, attrice messicana (n. 1908)
- 1945 - Juana Bormann, militare tedesca (n. 1893)
- 1945 - Henri-Fernand Dentz, generale francese (n. 1881)
- 1945 - Irma Grese, militare e criminale di guerra tedesca (n. 1923)
- 1945 - Franz Hössler, militare tedesco (n. 1906)
- 1945 - Josef Kramer, militare tedesco (n. 1906)
- 1945 - Friedrich Oltmanns, botanico tedesco (n. 1860)
- 1945 - Galka Scheyer, pittrice tedesca (n. 1889)
- 1945 - Vittorio Maria Vanzo, direttore d'orchestra, pianista e compositore italiano (n. 1862)
- 1945 - Elisabeth Volkenrath, funzionaria tedesca (n. 1919)
- 1946 - Egil Eide, attore, regista e attore teatrale norvegese (n. 1868)
- 1947 - Nikolaj Konstantinovič Rerich, pittore, avvocato e diplomatico russo (n. 1874)
- 1947 - Robert John Strutt Rayleigh, fisico inglese (n. 1875)
- 1947 - Basile Tanghe, missionario e vescovo cattolico belga (n. 1879)
- 1948 - Louis Rapkine, biologo francese (n. 1904)
- 1948 - Carlo Vecchiarelli, generale italiano (n. 1884)
- 1949 - Oscar Randi, storico italiano (n. 1876)
- 1950 - Abraham Wald, matematico e statistico ungherese (n. 1902)
- 1951 - Selim Palmgren, compositore finlandese (n. 1878)
- 1951 - Émile Vardannes, attore, regista e sceneggiatore francese (n. 1873)
- 1953 - Coit Albertson, attore statunitense (n. 1880)
- 1953 - Paolo Berardi, generale italiano (n. 1885)
- 1953 - Baldwin Cooke, attore statunitense (n. 1888)
- 1953 - Kurt Diemer, calciatore tedesco (n. 1893)
- 1953 - Donato Frisia, pittore italiano (n. 1883)
- 1953 - Ethel Muckelt, pattinatrice artistica su ghiaccio britannica (n. 1885)
- 1953 - Vladimir Nenarokov, scacchista russo (n. 1880)
- 1954 - Karl Neubauer, calciatore austriaco (n. 1896)
- 1954 - Ruth Selwyn, produttrice teatrale e attrice statunitense (n. 1905)
- 1955 - Antonio Egas Moniz, psichiatra, politico e letterato portoghese (n. 1874)
- 1955 - Alexandru Proca, fisico rumeno (n. 1897)
- 1955 - George Villiers, VI conte di Clarendon, politico britannico (n. 1877)
- 1955 - Léon Werth, scrittore e critico d'arte francese (n. 1878)
- 1956 - Antonio Gelabert, ciclista su strada spagnolo (n. 1921)
- 1956 - Arthur Grimble, scrittore britannico (n. 1888)
- 1956 - Guiscardo Simoncini, montatore italiano (n. 1894)
- 1956 - Giuseppe Stabile, militare italiano (n. 1874)
- 1957 - Guido Mussini, politico italiano (n. 1894)
- 1957 - Harcourt Williams, attore e regista inglese (n. 1880)
- 1958 - Marija Pavlovna Romanova, nobile russa (n. 1890)
- 1958 - Elis Sipilä, ginnasta finlandese (n. 1887)
- 1958 - Elena Valla, letterata italiana (n. 1898)
- 1959 - Peter Platzer, calciatore austriaco (n. 1910)
- 1959 - Ingrid Vang Nyman, illustratrice danese (n. 1916)
- 1959 - Jiří Weil, scrittore ceco (n. 1900)
- 1960 - Dora Marsden, attivista, giornalista e scrittrice britannica (n. 1882)
- 1960 - Raffaele Montuori, prefetto e politico italiano (n. 1879)
- 1960 - John Charles Thomas, baritono statunitense (n. 1891)
- 1961 - Grandma Moses, pittrice statunitense (n. 1860)
- 1962 - Ahmad Nami, politico siriano (n. 1873)
- 1962 - Leslie Perrins, attore inglese (n. 1901)
- 1963 - Filippo Anfuso, politico e diplomatico italiano (n. 1901)
- 1963 - Hubert Pierlot, politico e militare belga (n. 1883)
- 1963 - Mahmud Shaltut, imam e teologo egiziano (n. 1893)
- 1964 - Ernesto Almirante, attore italiano (n. 1877)
- 1964 - Julius Ussy Engelhard, illustratore e pittore tedesco (n. 1883)
- 1964 - Jenő Fekete, calciatore ungherese (n. 1910)
- 1964 - Pedro Petrone, calciatore uruguaiano (n. 1905)
- 1965 - Edoardo Corsi, scrittore italiano (n. 1896)
- 1966 - Augusto De Gasperi, dirigente d'azienda, banchiere e politico italiano (n. 1893)
- 1966 - Giuseppe Faè, presbitero, partigiano e antifascista italiano (n. 1885)
- 1966 - Nils Frykberg, mezzofondista svedese (n. 1888)
- 1966 - Stanisław Mikołajczyk, politico polacco (n. 1901)
- 1966 - George Rennie, giocatore di lacrosse canadese (n. 1883)
- 1967 - Valerija Barsova, soprano sovietico (n. 1892)
- 1967 - Olaf Ruud, calciatore norvegese (n. 1892)
- 1968 - Louis Delannoy, ciclista su strada belga (n. 1902)
- 1968 - Aljaksej Jaŭchimavič Kljaščoŭ, generale e politico sovietico (n. 1905)
- 1968 - Georg Wellhöfer, allenatore di calcio e calciatore tedesco (n. 1893)
- 1969 - Luigi Pavese, attore e doppiatore italiano (n. 1897)
- 1969 - Umberto Segre, politologo, filosofo e antifascista italiano (n. 1908)
- 1969 - Amedeo Sommovigo, sindacalista e politico italiano (n. 1891)
- 1969 - Raymond Spruance, ammiraglio statunitense (n. 1886)
- 1969 - Spencer Williams Jr., attore, regista e sceneggiatore statunitense (n. 1893)
- 1970 - Heinrich Maria Davringhausen, pittore tedesco (n. 1894)
- 1971 - François Augiéras, scrittore e pittore francese (n. 1925)
- 1971 - Dita Parlo, attrice tedesca (n. 1906)
- 1972 - Ettore Conti di Verampio, ingegnere, politico e imprenditore italiano (n. 1871)
- 1972 - Bruno Fallaci, giornalista italiano (n. 1893)
- 1972 - L. P. Hartley, scrittore inglese (n. 1895)
- 1972 - René Mayer, politico francese (n. 1895)
- 1973 - Giuseppe Beltrami, cardinale, arcivescovo cattolico e diplomatico italiano (n. 1889)
- 1973 - Henry Green, scrittore britannico (n. 1905)
- 1973 - Dick Tol, calciatore olandese (n. 1934)
- 1973 - Allie Wrubel, compositore statunitense (n. 1905)
- 1974 - John Godolphin Bennett, matematico e ingegnere britannico (n. 1897)
- 1974 - Robert Bennett, martellista statunitense (n. 1919)
- 1974 - Yakup Kadri Karaosmanoğlu, scrittore, giornalista e diplomatico turco (n. 1889)
- 1974 - Giulio Melecchi, dirigente sportivo e calciatore italiano (n. 1924)
- 1974 - Domenico Mondelli, militare e aviatore italiano (n. 1886)
- 1974 - Henry de Monfreid, avventuriero e scrittore francese (n. 1879)
- 1974 - José Navarro, cavaliere spagnolo (n. 1897)
- 1974 - Benjamin Solari Parravicini, pittore, gallerista e astrologo argentino (n. 1889)
- 1975 - Cyril Delevanti, attore britannico (n. 1889)
- 1975 - Marie Šedivá, schermitrice cecoslovacca (n. 1908)
- 1975 - Woo Sang-kwon, calciatore sudcoreano (n. 1929)
- 1976 - Giovanni Dalmasso, agronomo italiano (n. 1886)
- 1976 - Tigran Gorgiev, compositore di scacchi sovietico (n. 1910)
- 1977 - Oğuz Atay, scrittore turco (n. 1934)
- 1977 - Edmund Crawford, allenatore di calcio e calciatore inglese (n. 1906)
- 1977 - Bonifacio De Bortoli, canottiere italiano (n. 1924)
- 1977 - Silvano Filippelli, politico e pubblicista italiano (n. 1919)
- 1977 - Héctor Méndez, pugile argentino (n. 1897)
- 1977 - Salvatore Saraceno, diplomatico italiano (n. 1923)
- 1978 - Bill Gorman, calciatore irlandese (n. 1911)
- 1979 - Alfred Bengsch, cardinale e arcivescovo cattolico tedesco (n. 1921)
- 1979 - Thomas Braut, attore e doppiatore tedesco (n. 1930)
- 1979 - Jon Hall, attore statunitense (n. 1915)
- 1979 - Džems Raudziņš, cestista lettone (n. 1910)
- 1980 - Svend Olsen, sollevatore danese (n. 1908)
- 1981 - Cornelius Cardew, compositore britannico (n. 1936)
- 1981 - Toni Ebner, politico, editore e giornalista italiano (n. 1918)
- 1981 - Anders Österling, poeta svedese (n. 1884)
- 1981 - Piero Pasini, telecronista sportivo e giornalista italiano (n. 1926)
- 1982 - George Grube, politico e attivista canadese (n. 1899)
- 1983 - Bruno Caracoi, cestista italiano (n. 1915)
- 1983 - Mary Renault, scrittrice britannica (n. 1905)
- 1983 - Michele Chirico, calciatore italiano (n. 1940)
- 1983 - Leora Dana, attrice statunitense (n. 1923)
- 1983 - Bahiga Hafez, attrice, regista e produttrice cinematografica egiziana (n. 1908)
- 1983 - Ida Russka, cantante e attrice ungherese (n. 1890)
- 1983 - Nichita Stănescu, poeta e saggista rumeno (n. 1933)
- 1983 - Ángel Álvarez, attore spagnolo (n. 1906)
- 1984 - Rosa Kellner, velocista tedesca (n. 1910)
- 1984 - Pierre Martin Ngô Đình Thục, arcivescovo cattolico vietnamita (n. 1897)
- 1984 - Amerigo Tot, scultore, attore e pittore ungherese (n. 1909)
- 1985 - Margaret Livingston, attrice statunitense (n. 1900)
- 1985 - Oscar Montañés, calciatore argentino (n. 1912)
- 1986 - Heather Angel, attrice e doppiatrice britannica (n. 1909)
- 1986 - Ella Baker, attivista statunitense (n. 1903)
- 1986 - Kuwasi Balagoon, anarchico, attivista e criminale statunitense (n. 1946)
- 1986 - Smita Patil, attrice indiana (n. 1955)
- 1986 - Kim Peyton, nuotatrice statunitense (n. 1957)
- 1986 - Luigi Zuppante, politico italiano (n. 1903)
- 1987 - Julien Darui, calciatore e allenatore di calcio francese (n. 1916)
- 1987 - Pietro Quinto, ginecologo italiano (n. 1904)
- 1988 - María Teresa León, scrittrice spagnola (n. 1903)
- 1988 - Robert Urquhart, generale britannico (n. 1901)
- 1989 - Herbert Binder, calciatore svizzero (n. 1909)
- 1989 - Giovanni Del Vento, militare e aviatore italiano (n. 1920)
- 1989 - Giovanni Klaus Koenig, architetto, designer e storico dell'architettura italiano (n. 1924)
- 1990 - Florenzo Annoscia, arbitro di calcio italiano (n. 1927)
- 1990 - Willy Kern, ciclista su strada svizzero (n. 1914)
- 1990 - Alice Marble, tennista statunitense (n. 1913)
- 1991 - Jan Hendriks, attore e doppiatore tedesco (n. 1928)
- 1991 - André Pieyre de Mandiargues, scrittore, drammaturgo e traduttore francese (n. 1909)
- 1991 - Ilario Roatta, vescovo cattolico italiano (n. 1905)
- 1992 - Ellis Arnall, politico statunitense (n. 1907)
- 1992 - Aleksandar Tirnanić, allenatore di calcio e calciatore jugoslavo (n. 1911)
- 1992 - Louisa van Gemert, olandese (n. 1905)
- 1992 - Wilhelm von Ammon, avvocato tedesco (n. 1903)
- 1993 - Ken Anderson, direttore artistico, sceneggiatore e disegnatore statunitense (n. 1909)
- 1993 - Vanessa Duriès, scrittrice francese (n. 1972)
- 1994 - Glenn M. Anderson, politico statunitense (n. 1913)
- 1994 - Hu Lanqi, scrittrice e militare cinese (n. 1901)
- 1994 - Helena Humann, attrice statunitense (n. 1942)
- 1994 - Antoine Pinay, politico francese (n. 1891)
- 1994 - Ol'ga Nikolaevna Rubcova, scacchista sovietica (n. 1909)
- 1995 - Natale De Grazia, militare italiano (n. 1956)
- 1995 - Anatolij Stepanovič Djatlov, ingegnere sovietico (n. 1931)
- 1995 - Nancy LaMott, cantante statunitense (n. 1951)
- 1995 - Pierson Parker, teologo e biblista statunitense (n. 1905)
- 1996 - Cáo Yǔ, drammaturgo e sceneggiatore cinese (n. 1910)
- 1996 - Francesco Gabrieli, orientalista italiano (n. 1904)
- 1996 - Eulace Peacock, velocista e lunghista statunitense (n. 1914)
- 1996 - Ugo Zaniboni Ferino, generale e storico italiano (n. 1897)
- 1997 - Giovanni Alberto Agnelli, imprenditore e dirigente d'azienda italiano (n. 1964)
- 1997 - Paddy DeMarco, pugile statunitense (n. 1928)
- 1997 - Don Edward Fehrenbacher, storico statunitense (n. 1920)
- 1997 - Harry Glaß, saltatore con gli sci tedesco (n. 1930)
- 1997 - Jimmy Milne, allenatore di calcio e calciatore scozzese (n. 1911)
- 1997 - Georges Rose, calciatore francese (n. 1910)
- 1997 - David Rousset, scrittore e saggista francese (n. 1912)
- 1998 - Karl Kowanz, calciatore e allenatore di calcio austriaco (n. 1926)
- 1998 - Guglielmo Mancinelli, politico italiano (n. 1922)
- 1998 - Agostino Scaglioni, calciatore italiano (n. 1920)
- 1998 - Richard Thomas, ammiraglio britannico (n. 1932)
- 1998 - Ariadna Welter, attrice messicana (n. 1930)
- 1999 - Donatella Bardi, cantante e attrice italiana (n. 1954)
- 1999 - Marcello Casco, scrittore, attore e regista italiano (n. 1936)
- 1999 - Tarmo Uusivirta, pugile finlandese (n. 1957)
- 2000 - Lamberto Borghi, pedagogista italiano (n. 1907)
- 2000 - Haris Brkić, cestista jugoslavo (n. 1974)
- 2000 - Chen Zhen, artista cinese (n. 1955)
- 2000 - Erhard Krack, politico tedesco (n. 1931)

## XXI secolo(137)
- 2001 - Larry Costello, cestista e allenatore di pallacanestro statunitense (n. 1931)
- 2001 - Claude Fior, progettista francese (n. 1955)
- 2001 - Armando Gobetto, anatomista e veterinario italiano (n. 1922)
- 2001 - György Kőszegi, sollevatore ungherese (n. 1950)
- 2001 - Beatrice Macola, attrice italiana (n. 1965)
- 2001 - Ercoliano Monesi, politico italiano (n. 1934)
- 2001 - Vidadi Nərimanbəyov, pittore azero (n. 1926)
- 2001 - Chuck Schuldiner, chitarrista, cantante e compositore statunitense (n. 1967)
- 2002 - Ronald Barnes, tennista brasiliano (n. 1941)
- 2002 - Maria Björnson, scenografa e costumista francese (n. 1949)
- 2002 - Leonardo Mondadori, editore e dirigente d'azienda italiano (n. 1946)
- 2002 - Eitan Tchernov, biologo, archeologo e zoologo israeliano (n. 1935)
- 2002 - Zal Yanovsky, chitarrista e cantante canadese (n. 1944)
- 2003 - Mario Buonoconto, pittore e scenografo italiano (n. 1940)
- 2003 - Carlo Filogamo, schermidore e giornalista italiano (n. 1909)
- 2003 - Léon Gauthier, vescovo vetero-cattolico svizzero (n. 1912)
- 2003 - Paolo Giammarco, allenatore di calcio e calciatore italiano (n. 1921)
- 2003 - Frank Neubert, militare e aviatore tedesco (n. 1915)
- 2003 - David Perlov, regista, sceneggiatore e direttore della fotografia israeliano (n. 1930)
- 2003 - Xie Tian, attore e regista cinese (n. 1914)
- 2004 - Tom Turesson, calciatore e allenatore di calcio svedese (n. 1942)
- 2004 - Rudolf Weiersmüller, diplomatico e ambasciatore svizzero (n. 1939)
- 2005 - Majid Musisi, calciatore ugandese (n. 1965)
- 2005 - Stanley Williams, criminale, attivista e scrittore statunitense (n. 1953)
- 2006 - Henry Beachell, agronomo e biologo statunitense (n. 1906)
- 2006 - Federico Crescentini, calciatore sammarinese (n. 1982)
- 2006 - Cor van der Hart, calciatore e allenatore di calcio olandese (n. 1928)
- 2006 - Lamar Hunt, dirigente sportivo statunitense (n. 1932)
- 2006 - Keith Larsen, attore statunitense (n. 1924)
- 2006 - Armando Pagella, partigiano, sindacalista e politico italiano (n. 1926)
- 2006 - Loyola de Palacio, politica spagnola (n. 1950)
- 2006 - Mario Ravagnan, schermidore italiano (n. 1930)
- 2006 - Giuseppe Rinaldi, calciatore italiano (n. 1922)
- 2007 - Laura Archera, violinista e scrittrice italiana (n. 1911)
- 2007 - Carlo Felice Cillario, direttore d'orchestra italiano (n. 1915)
- 2007 - Philippe Clay, attore e cantante francese (n. 1927)
- 2007 - Akiva Jaglom, matematico, fisico e meteorologo sovietico (n. 1921)
- 2007 - Alain Payet, attore pornografico francese (n. 1947)
- 2007 - Floyd Westerman, cantante e attore statunitense (n. 1936)
- 2008 - Christine Carrère, attrice francese (n. 1930)
- 2008 - John Drake, rugbista a 15 e giornalista neozelandese (n. 1959)
- 2008 - Umberto Granaglia, boccista italiano (n. 1931)
- 2008 - Enrique Máximo García, musicologo e storico dell'arte spagnolo (n. 1954)
- 2008 - Horst Tappert, attore tedesco (n. 1923)
- 2009 - Dan Barton, attore statunitense (n. 1921)
- 2009 - Nicola Damiani, medico, politico e saggista italiano (n. 1921)
- 2009 - Isaak Semёnovič Magiton, regista sovietico (n. 1922)
- 2009 - Piergiorgio Silvano Nesti, arcivescovo cattolico italiano (n. 1931)
- 2009 - Paul Samuelson, economista statunitense (n. 1915)
- 2009 - Larry Sultan, fotografo e docente statunitense (n. 1946)
- 2010 - Richard Holbrooke, diplomatico statunitense (n. 1941)
- 2010 - Enrique Morente, cantante spagnolo (n. 1942)
- 2010 - Remmy Ongala, chitarrista e cantante della Repubblica Democratica del Congo (n. 1947)
- 2010 - Ferenc Rákosi, calciatore ungherese (n. 1920)
- 2010 - Takeshi Watabe, doppiatore e attore giapponese (n. 1936)
- 2011 - Anthony Amato, direttore teatrale e produttore teatrale statunitense (n. 1920)
- 2011 - Karl-Heinrich von Groddeck, canottiere tedesco (n. 1936)
- 2011 - Russell Hoban, scrittore statunitense (n. 1925)
- 2011 - Park Tae-joon, politico, militare e imprenditore sudcoreano (n. 1927)
- 2011 - Carlo Peroni, fumettista italiano (n. 1929)
- 2011 - Klaus-Dieter Sieloff, calciatore tedesco (n. 1942)
- 2012 - Donnie Andrews, criminale statunitense (n. 1954)
- 2012 - Ian Black, calciatore scozzese (n. 1924)
- 2012 - Maurice Herzog, alpinista e politico francese (n. 1919)
- 2012 - José Naranjo, calciatore messicano (n. 1926)
- 2012 - Otello Voliani, calciatore italiano (n. 1924)
- 2012 - Abdesslam Yassine, attivista marocchino (n. 1928)
- 2013 - Daniel Escobar, attore statunitense (n. 1954)
- 2013 - Italo Mazzacurati, ciclista su strada e dirigente sportivo italiano (n. 1932)
- 2013 - Angelo Menon, ciclista su strada italiano (n. 1919)
- 2014 - Ernst Albrecht, politico, funzionario e imprenditore tedesco (n. 1930)
- 2014 - Mary Arden, attrice, modella e imprenditrice statunitense (n. 1933)
- 2014 - Giuseppe Ennio Odino, partigiano e ciclista su strada italiano (n. 1924)
- 2014 - Phil Stern, fotografo statunitense (n. 1919)
- 2014 - Paul Gerhard Vogel, tedesco (n. 1915)
- 2015 - Benedict Anderson, sociologo irlandese (n. 1936)
- 2015 - Piero Cazzola, scrittore e slavista italiano (n. 1921)
- 2015 - Gino Cesaretti, romanziere, poeta e giornalista italiano (n. 1917)
- 2015 - Emanuele Dalla Fontana, calciatore italiano (n. 1929)
- 2015 - Mario Dondero, fotografo e fotoreporter italiano (n. 1928)
- 2015 - Jean-François Malherbe, filosofo, scrittore e insegnante belga (n. 1950)
- 2015 - Alwyn McGuffie, calciatore inglese (n. 1937)
- 2015 - Aniello Montano, storico italiano (n. 1941)
- 2015 - Carlo Torre, medico e criminologo italiano (n. 1946)
- 2015 - Donald Weinstein, storico statunitense (n. 1926)
- 2016 - Giuseppe Abbamonte, giurista italiano (n. 1923)
- 2016 - Fosco Becattini, calciatore italiano (n. 1925)
- 2016 - Günter Clemens, attore tedesco (n. 1941)
- 2016 - Maria Pia Fusco, sceneggiatrice e giornalista italiana (n. 1939)
- 2016 - Milena Greppi, ostacolista e velocista italiana (n. 1929)
- 2016 - Ralph Raico, storico statunitense (n. 1936)
- 2016 - Giuseppe Sacchi, sindacalista, politico e partigiano italiano (n. 1917)
- 2016 - Thomas Schelling, economista statunitense (n. 1921)
- 2016 - Harald Schütze, calciatore tedesco orientale (n. 1948)
- 2016 - Zubaida Tharwat, attrice egiziana (n. 1940)
- 2016 - Alan Thicke, attore, conduttore televisivo e cantautore canadese (n. 1947)
- 2017 - Giampiero Carocci, storico italiano (n. 1919)
- 2017 - Zorko Cvetković, cestista jugoslavo (n. 1924)
- 2017 - Warrel Dane, cantante statunitense (n. 1961)
- 2017 - Simon Dickie, canottiere neozelandese (n. 1951)
- 2017 - Bruce Gray, attore canadese (n. 1936)
- 2017 - Tommy Nobis, giocatore di football americano statunitense (n. 1943)
- 2017 - Ideo Stefani, calciatore italiano (n. 1932)
- 2017 - Edoardo Tiboni, critico letterario e giornalista italiano (n. 1923)
- 2017 - Yurizan Beltran, attrice pornografica statunitense (n. 1986)
- 2018 - Bill Fralic, giocatore di football americano statunitense (n. 1962)
- 2018 - John Fujioka, attore statunitense (n. 1925)
- 2018 - Sylvia Geszty, soprano ungherese (n. 1934)
- 2018 - Noah Klieger, scrittore, giornalista e dirigente sportivo israeliano (n. 1925)
- 2018 - Väinö Korhonen, pentatleta e schermidore finlandese (n. 1926)
- 2019 - Luis Aldaz-Isanta, meteorologo spagnolo (n. 1925)
- 2019 - Gerd Baltus, attore tedesco (n. 1932)
- 2020 - Fiorenzo Alfieri, politico e scrittore italiano (n. 1943)
- 2020 - Amedeo Baldizzone, calciatore e allenatore di calcio italiano (n. 1960)
- 2020 - Otto Barić, allenatore di calcio e calciatore croato (n. 1933)
- 2020 - Jimmy Collins, cestista e allenatore di pallacanestro statunitense (n. 1946)
- 2020 - Ambrose Mandvulo Dlamini, politico e banchiere swati (n. 1968)
- 2020 - James McLane, nuotatore statunitense (n. 1930)
- 2020 - Giancarlo Tognoni, incisore, pittore e scultore italiano (n. 1932)
- 2021 - Falco Accame, ammiraglio e politico italiano (n. 1925)
- 2021 - Giannalberto Bendazzi, storico del cinema e giornalista italiano (n. 1946)
- 2021 - Verónica Forqué, attrice spagnola (n. 1955)
- 2021 - Teuvo Kohonen, informatico finlandese (n. 1934)
- 2021 - Charles R. Morris, avvocato, banchiere e scrittore statunitense (n. 1939)
- 2021 - Sergej Aleksandrovič Solov'ëv, regista e sceneggiatore russo (n. 1944)
- 2022 - Miguel Barbosa Huerta, politico e avvocato messicano (n. 1959)
- 2022 - Stephen Boss, ballerino, conduttore televisivo e attore statunitense (n. 1982)
- 2022 - Ludwig Hoffmann-Rumerstein, nobile, religioso e avvocato austriaco (n. 1937)
- 2022 - Benito Penna, pugile italiano (n. 1940)
- 2022 - Carlo Riccardi, fotografo, fotoreporter e pittore italiano (n. 1926)
- 2022 - Frank Salemme, mafioso e collaboratore di giustizia statunitense (n. 1933)
- 2023 - Babken Ararktsyan, politico e matematico armeno (n. 1944)
- 2023 - Louis Cance, fumettista francese (n. 1939)
- 2023 - Antonio Juliano, calciatore e dirigente sportivo italiano (n. 1942)
- 2024 - Diane Delano, attrice statunitense (n. 1957)
- 2024 - Maria Soresina, saggista e storica della filosofia italiana (n. 1940)
- 2024 - Luis Suárez Eugenín, cestista cileno (n. 1948)

## Senza anno specificato(3)
- Edvige di Nordgau, nobildonna lussemburghese (n. 922)
- Eutimio II di Gerusalemme, arcivescovo ortodosso bizantino
- Matilde di Carinzia, nobile francese (n. 1108)